# Salon international du dessin de presse et d'humour de Saint-Just-le-Martel

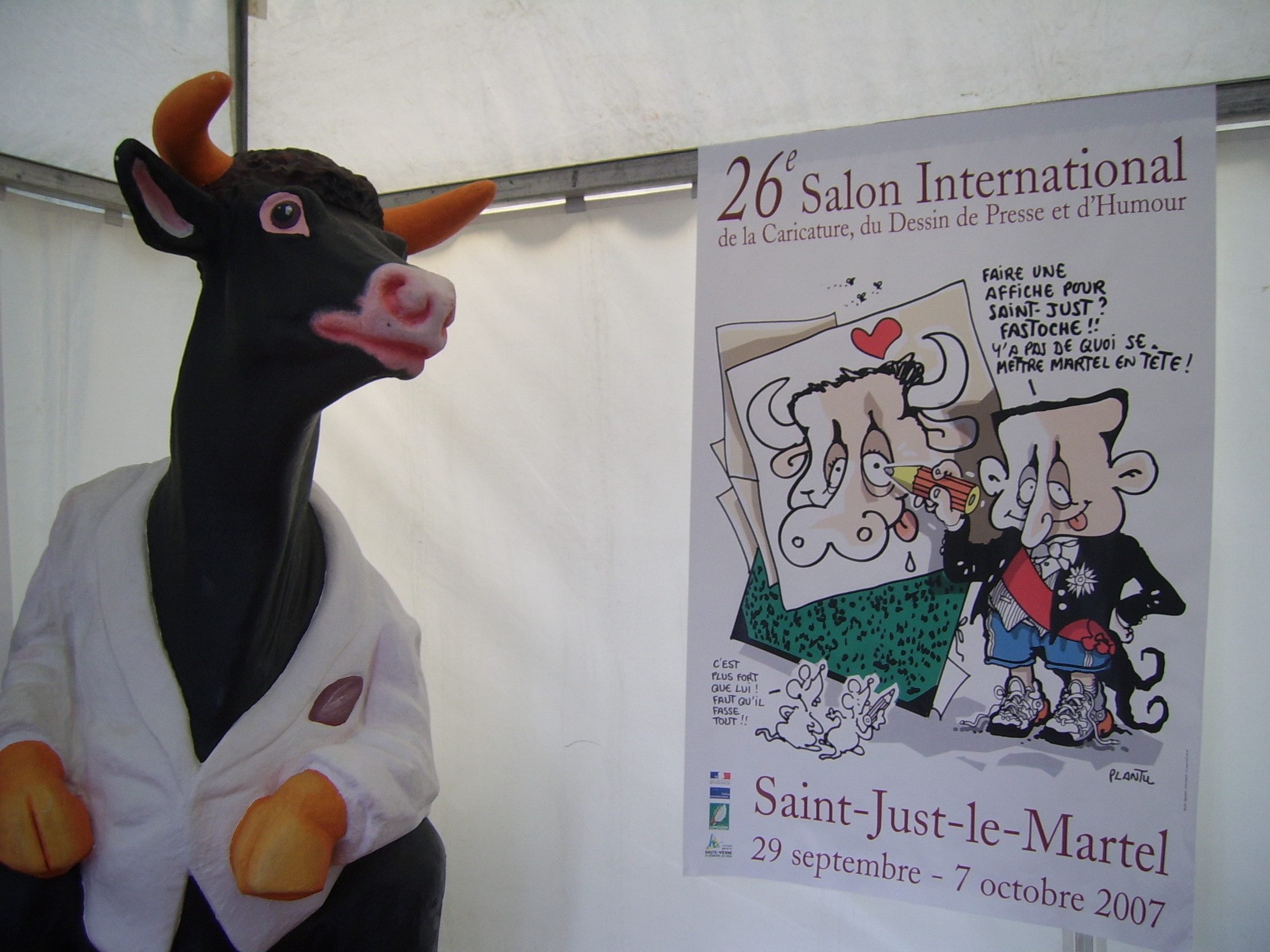
Le s'est tenu du 29 septembre au 7 octobre 2007.

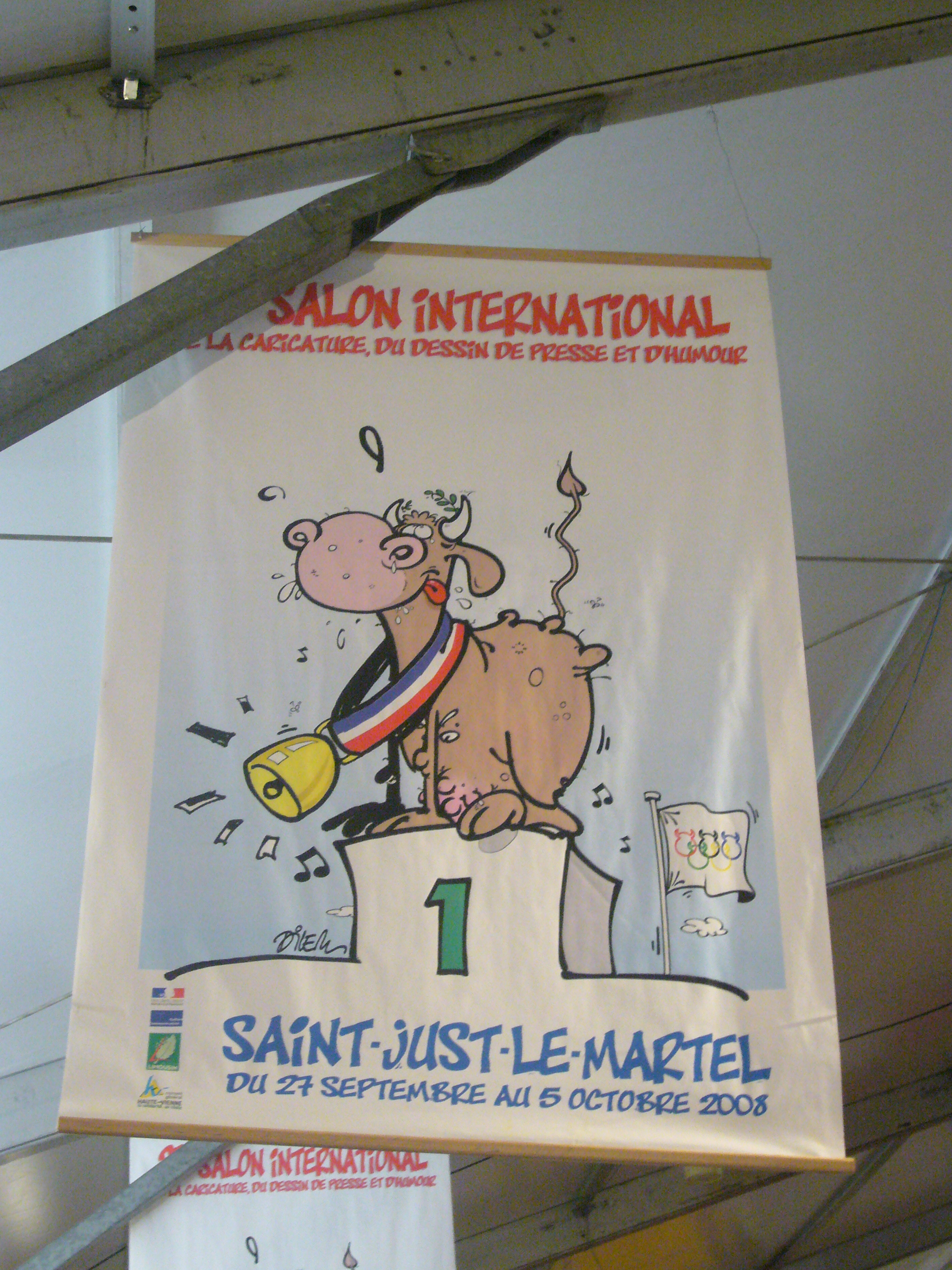
Affiche du.

Le Salon international du dessin de presse et d'humour (de son nom complet Salon international de la Caricature, du Dessin de presse et d'humour depuis l'édition de 2004) se tient tous les ans à Saint-Just-le-Martel (Haute-Vienne). Il est consacré, comme son nom l'indique, au dessin de presse, à la caricature, au dessin humoristique. Il est organisé et géré par  l'association "Saint Just Culture Loisirs", une association à but non lucratif de type "loi de 1901".
Le premier salon s'est tenu du 1er au 10 octobre 1982. Le créateur est Gérard Vandenbroucke, ancien maire de Saint-Just-le-Martel.
Initialement installé dans un chapiteau mobile, le salon se tient depuis 2011 (pour la 30e édition) dans un centre construit spécialement, dénommé Espace Loup (du nom d'un des premiers dessinateurs qui est venu au salon) auquel s'ajoute l'espace du gymnase attenant, soit une superficie totale de 2000m² dédiée à la caricature, au dessin de presse et d'humour pendant dix jours.

## Historique
Le 30 septembre 2011 est donc inauguré le Centre International de la Caricature, du Dessin de Presse et d'Humour dans lequel se tient le Salon international annuel mais qui présente également deux à trois expositions temporaires par an et dispose d'un fonds documentaire et artistique de conservation.
En 2015, après l'attentat du 7 janvier contre Charlie Hebdo, Maryse Wolinski fait don au salon du contenu du bureau de son mari assassiné Georges Wolinski. Le bureau est intégralement reconstitué et installé à Saint-Just. Deux ans plus tard, une place Georges-Wolinski est inaugurée à proximité.
En février 2019, la grande salle de l'Espace Loup accueille une cérémonie d'hommage au fondateur du salon, Gérard Vandenbroucke, tout juste disparu, à laquelle participe de nombreux dessinateurs, ainsi que l'ancien président de la République François Hollande.
Le 7 janvier 2020, le ministre de la Culture Franck Riester annonce vouloir créer en France une « maison du dessin de presse et du dessin satirique », conformément au vœu de Georges Wolinski, et charge le président du Centre national du livre de remettre ses propositions pour le mois de mai. Largement perçue par la presse et les acteurs politiques limousins comme l'expression d'une méconnaissance de l'antériorité et de l'expérience du site de Saint-Just-le-Martel dans le domaine, cette annonce provoque la réaction de plusieurs responsables, alors que la ville de Bordeaux se porte candidate à l'accueil de la future maison,,. En septembre 2020, la nouvelle ministre de la Culture Roselyne Bachelot fait part de son soutien à la candidature de Saint-Just-le-Martel, tandis que le nouveau maire de Bordeaux Pierre Hurmic reconnaît que la localité est « plus pertinente » que la préfecture régionale. Peu après, la Région Nouvelle-Aquitaine s'engage dans le projet, qui concerne désormais à la fois Saint-Just et la ville de Limoges, où un bâtiment industriel est pressenti pour accueillir un musée de la caricature.
En 2021, après le retrait de Bordeaux et de Strasbourg, les sites de Paris et Limoges-Saint-Just demeurent en lice pour accueillir une « maison européenne du dessin de presse ». En janvier 2022, Emmanuel Macron annonce finalement que c'est le site parisien qui est désigné, l'option limousine s'avérant plus coûteuse et symboliquement moins pertinente selon les critères choisis. Cet arbitrage suscite la désapprobation des élus locaux de Haute-Vienne et de l'équipe du centre de Saint-Just,.
La 43ème édition du Salon International de la Caricature, du Dessin de Presse et d'Humour se tiendra du 28 septembre au 6er octobre 2024. L'affiche sera réalisée par Kak, lauréat du Grand prix de l'Humour Vache 2023.

## Palmarès

### Grand prix de l'humour tendre
- 1993 : Roland Sabatier
- 1994 : Marol
- 1995 : Gibo
- 1996 : Pef
- 1997 : Nicolas Vial
- 1998 : Nathalie Gabaudan et Fabrice Wateau
- 1999 : Ivan Sigg
- 2000 : Véronique Deiss et Fernando Puig Rosado
- 2001 : Christophe Besse
- 2002 : Bernadette Després
- 2003 : Gilles Rapaport
- 2004 : Delambre
- 2005 : Francesca Protopapa et Marco Conti Sikic
- 2006 : Bruno Heitz
- 2007 : Potus
- 2008 : Claude Turier
- 2014 : Pierre Wiaz
- 2017 : Michel Burdin

### Prix du jeune Talent
- 2005 : MRIC
- 2006 : Pat Lentin, caricaturiste

### Grand prix de l'humour vache
- 1987 : Loup
- 1988 : Sole
- 1989 : Michel Iturria
- 1990 : Kaci
- 1991 : Roman et Scaber
- 1992 : Tignous
- 1993 : Trez et Laville
- 1994 : Françoise Ménager
- 1995 : Prix collectif au Canard Enchaîné
- 1996 : Willem
- 1997 : Roland Hours
- 1998 : Tignous (pour la 2e fois)
- 1999 : Philippe Soulas
- 2000 : Georges Wolinski
- 2001 : Wiaz
- 2002 : René Pétillon
- 2003 : Roger Blachon
- 2004 : Brito
- 2005 : Chenez
- 2006 : Plantu
- 2007 : Dilem
- 2009 : Cabu
- 2010 : Coco
- 2012 : Aurel
- 2013 : Daryl Cagle
- 2014 : Rayma Suprani
- 2015 : Coco (pour la 2e fois)
- 2016 : Michel Kichka et Khalid Gueddar
- 2017 : Angel Boligan
- 2018 : Jean-Michel Delambre
- 2019 : Thierry Barrigue
- 2020 : Placide
- 2021 : Patrick Chappatte (Suisse)
- 2022 : Pierre Ballouhey
- 2023 : Kak
- 2024 : Marilena Nardi (Italie)

## Prix Gérard Vandenbroucke
2019 : Pierre Ballouhey
2020 : Plantu
2021 : Nicolas Jacquette et Jérôme Liniger
2022 : Terry Anderson (Ecosse)
2023 : Daryl Cagle (USA)
2024 : Olivier Auvray (France)

## Prix du public
- 2005 : Philippe Mougey
- 2007 : Rousso
- 2022 : Jipé
- 2023 : Steve Bell
- 2024 : Dominique Fages (France)

### Prix de la fidélité
- 2005 : Alain Grandrémy, ancien secrétaire général du Canard enchaîné

### Prix spécial
- 2007 : Jepida

### Prix Nature et gourmandise
- 2007 : Michel Granger